# Eomanis
Eomanis ist ein ausgestorbenes Säugetier aus der Familie der Eomanidae und stellt einen der ältesten unzweifelhaften Verwandten der Schuppentiere (Manidae) dar, von denen bis heute acht Arten in Afrika und Asien leben. Es war ein kleines, etwa einen halben Meter langes Tier, das typische Anpassungen an ein Bodenleben besaß und möglicherweise Erdbaue anlegte. Im Habitus wies Eomanis typische, auf staatenbildende Insekten als Nahrung verweisende Merkmale auf. Aufgefundene Nahrungsreste legen bisher aber eine pflanzliche Ernährung nahe. Fossilfunde stammen nur aus der Grube Messel und datieren in das Mittlere Eozän vor 47 Millionen Jahren. Die Erstbeschreibung der Gattung erfolgte 1978.

## Merkmale
Eomanis erreichte eine Kopf-Rumpf-Länge von 25 bis 27 cm, die Schwanzlänge betrug etwa 22 cm und damit etwa 88 % der Länge des restlichen Körpers. In seinem Gesamthabitus glich es den heutigen Schuppentieren (Manidae), allerdings war der Körperbau etwas plumper und die Gliedmaßen kürzer und stämmiger. Der Schädel wurde 7,3 cm lang und war langschmal geformt mit einer in Seitenansicht keilförmigen Gestaltung. Er besaß ein flaches Schädeldach. Das sehr schmale Nasenbein wies mit 2,9 cm Länge rund 40 % der Gesamtschädellänge auf, während das Stirnbein 1,9 cm maß. Die Jochbögen waren wie bei heutigen Schuppentieren nicht vollständig ausgebildet. Die Orbita wies keine Abgrenzung zur Temporalgrube auf, was darauf hinweist, dass die Augen sehr klein gewesen sein müssen. Der Unterkiefer besaß eine Länge von 5 cm, er war langgestreckt und spangenförmig gebaut. Am Gelenkende erreichte er maximal 1,2 cm Höhe. Aufgrund des Fehlens von Alveolen kann davon ausgegangen werden, dass keine Zähne ausgebildet waren, wie es auch heute bei den Schuppentieren der Fall ist.
Das Körperskelett ist umfassend bekannt. So bestand die Wirbelsäule aus 7 Hals-, 12 Brust-, 5 Lenden-, 4 Kreuzbein- und 24 Schwanzwirbel. Die Halswirbelsäule war kurz und die einzelnen Wirbelkörper bildeten nur niedrige Knochenkämme als Dornfortsätze aus. Auch die Lendenwirbelsäule war deutlich gedrungen mit sehr kurzen Wirbeln, wodurch der Rumpf markant gekürzt erschien. Die Schwanzwirbel wiesen vor allem im hinteren Bereich keine Fortsätze auf und hatten insgesamt eine eher kleine und schmale Gestalt. Der Oberarmknochen besaß eine robuste Form, Elle und Speiche waren nicht miteinander verwachsen. Die Elle erreichte eine Länge von 5 cm und besaß ein ausgedehntes oberes Gelenk (Olecranon), das allein 1,6 cm der gesamten Knochenlänge einnahm. Auch der Oberschenkelknochen war kräftig geformt und maß bis zu 6 cm. Der auffällige Dritte Trochanter, eine Muskelansatzstelle, lag weit oben am Knochenschaft nahe dem oberen Gelenk. Die Knochen des unteren Beinabschnitts waren wie bei den Armen nicht verwachsen. Das Schienbein wurde bis zu 5 cm lang und wies einen säulenförmigen Schaft auf, ebenso wie das Wadenbein, das nahezu gerade verlief und recht schlank war. Arme und Beine endeten in jeweils fünfstrahlige Hände und Füße mit kurzen und breiten Phalangen. Dabei war vor allem der Mittelstrahl (III) deutlich verlängert. Die Finger und Zehen liefen in scharfen Krallen aus, allerdings waren die jeweiligen Endglieder nicht gespalten.
Heutige Schuppentiere besitzen ein charakteristisches Schuppenkleid, dem sie aufgrund der dachziegelartigen Anordnung der einzelnen Schuppen auch den Trivialnamen „Tannenzapfentiere“ verdanken. Die Schuppen bestehen aus Keratin, was sich fossil selten erhält. Ein aufgefundenes Skelett besitzt aber im Bereich des Oberschenkelknochens noch erhaltene Schuppenreste und lässt annehmen, dass Eomanis über eine ähnliche Panzerung verfügte. Die Schuppen waren recht klein und wiesen mit dem zugespitzten Ende nach hinten. Die Oberfläche besaß eine feine Längsriefelung, während der Rand von einer kleinen Borde umgrenzt war. Insgesamt entsprachen die Schuppen von Eomanis in etwa jenen der heutigen Schuppentiere.

## Fossilfunde

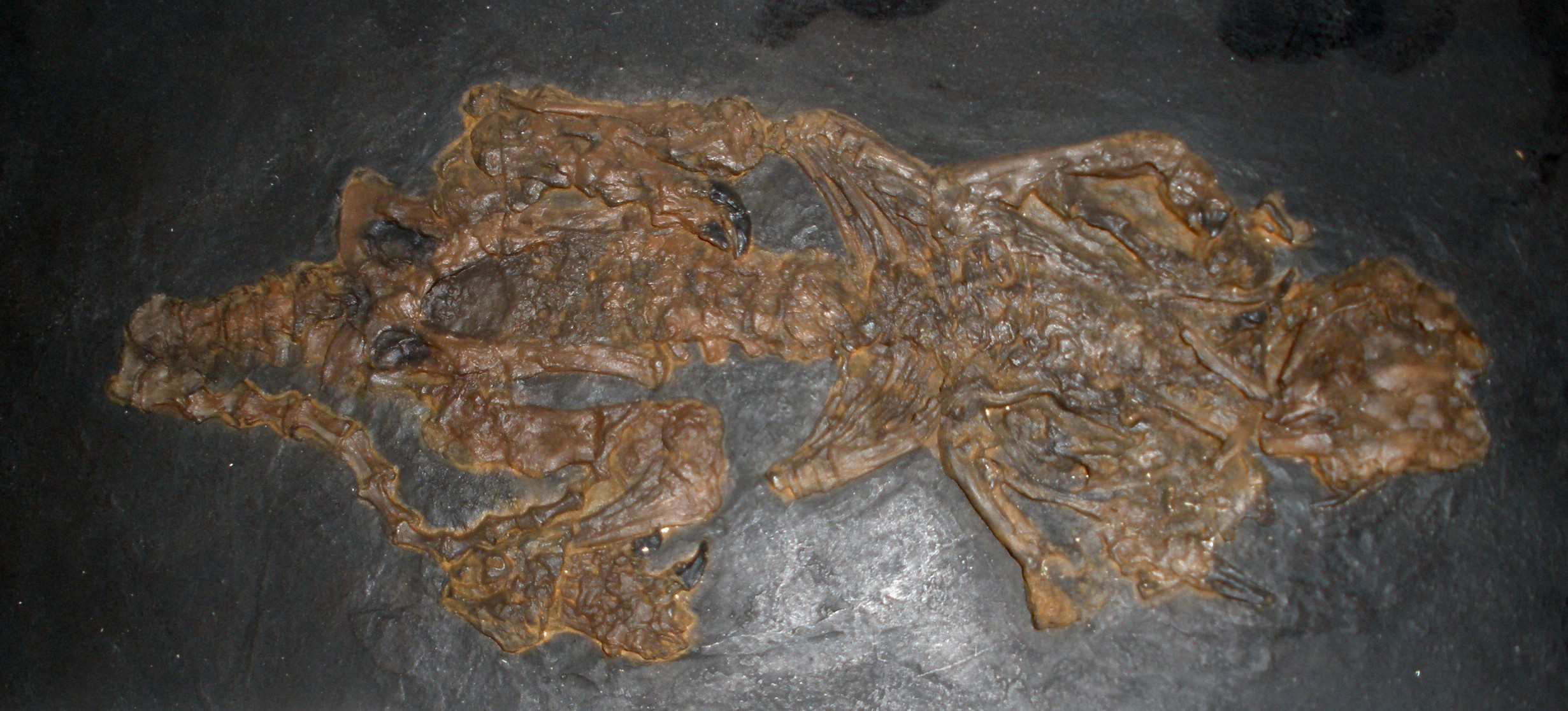
Skelett von Eomanis, Holotypexemplar

Die bisher einzigen bekannten fossilen Überreste von Eomanis stammen aus der Grube Messel bei Darmstadt. Die gesamte Fundstelle wird in das Mittlere Eozän gestellt und weist so ein Alter von rund 47 Millionen Jahre auf. Bekannt sind wenigstens fünf nahezu vollständige Skelette, darunter auch eines von einem Jungtier. Auffällig ist dabei, dass ein Großteil der Skelette in Rücken-, seltener in Bauchlage aufgefunden wurden, was von der sonst in Messel üblichen Seitenlage der Säugetierfunde abweicht (mit Ausnahme der Fledertiere). Grund dafür dürfte der wohl eher gedrungene Körperbau sein, weiterhin sorgte möglicherweise die Ausbildung eines gewölbten Schuppenpanzers, der relativ schwer war, für eine meist mit der konvexen Oberfläche nach unten zeigenden Einregelung im Stillwassermilieu des ehemaligen Maarsees.

## Paläobiologie

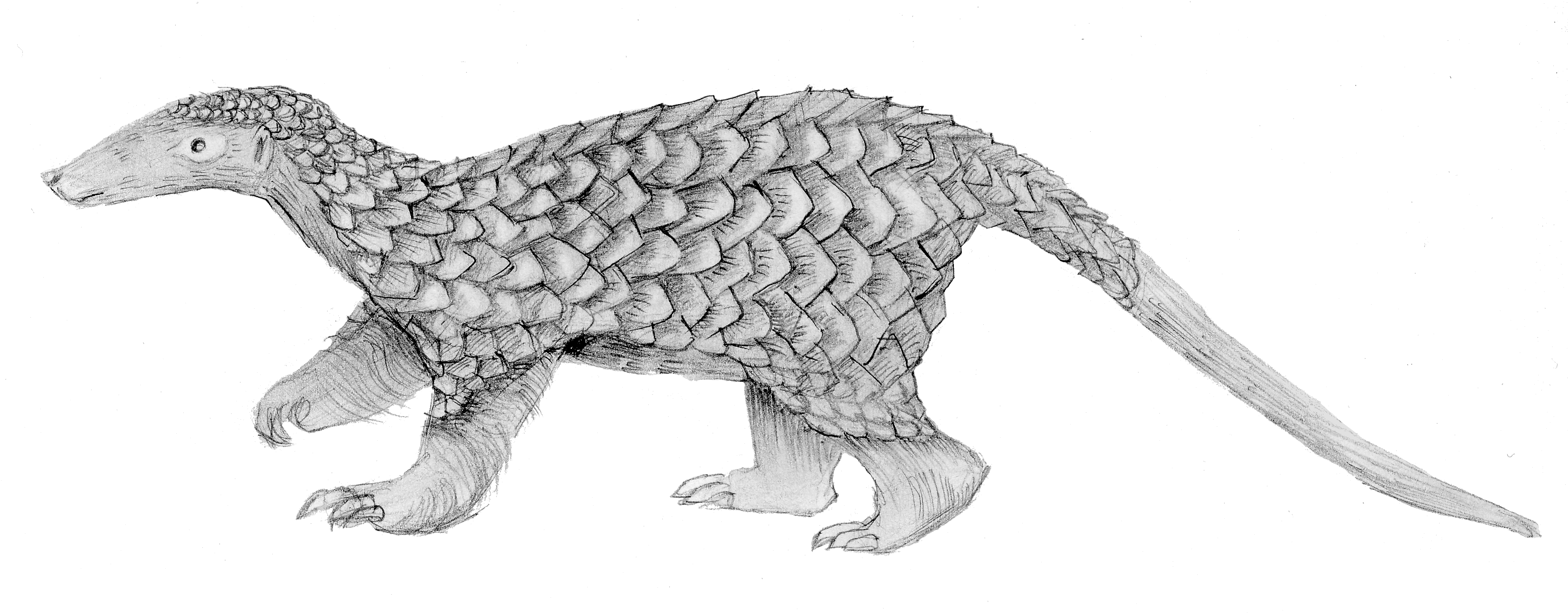
Lebendrekonstruktion von Eomanis

Insgesamt besaß Eomanis einen kräftigen Körperbau mit kurzen Gliedmaßen und erinnerte an die heutigen Schuppentiere, hat aber vergleichsweise einen kürzeren und etwas plumperen Rumpf und einen größeren Schädel, was eventuell mit einer weniger stark spezialisierten Lebensweise zusammenhängt. Vor allem die Vorderbeine zeichneten sich durch einen kurzen und breiten Oberarmknochen aus, der viel Platz für Muskelansatzstellen bot. Das sehr ausgedehnte obere Gelenk (Olecranon) der Elle ist vergleichbar zu dem bei heute grabend lebenden Säugetieren wie die rezenten Schuppen- aber auch die Gürteltiere, was für eine ähnliche Lebensweise spricht. Darauf verweisen auch der verlängerte Mittelfinger und die breiten Fingerglieder. Wahrscheinlich lebte Eomanis als Scharrgräber, der seine Nahrung unterirdisch suchte und Schutzbaue vor Fressfeinden anlegte. Der relativ dünne Schwanz lässt aber annehmen, dass dieser nicht als Stütze beim Graben, Klettern oder Aufrichten fungierte, wie dies bei Schuppentieren oder analog bei Ameisenbären und Gürteltieren der Fall ist. Aus diesem Grund lebte Eomanis wahrscheinlich als reines Bodentier und bewegt sich dort plantigrad fort. Auch zeigen die Hinterbeine einige Besonderheiten. So ist der dritte Trochanter bei Eomanis deutlich in Richtung zum oberen Gelenkende versetzt und nicht wie bei den meisten spezialisierten Gräbern zur Mitte am Knochenschaft. Dadurch waren die hinteren Extremitäten weniger gut streckbar und für Grabarbeiten nicht so sehr geeignet, sie dienten demnach wohl nicht zum Wegschieben des Aushubs. Auch die Halswirbelsäule war sehr kurz und breit und der Kopf dadurch weniger beweglich.
Trotz einzelner anatomischer Unterschiede erscheint Eomanis in seinem Habitus stark an eine Lebensweise wie die der heutigen Schuppentiere angepasst gewesen zu sein. Diese ernähren sich überwiegend von staatenbildenden Insekten wie Ameisen und Termiten (Myrmecophagie). Dass Eomanis offensichtlich ein bereits voll entwickelter Myrmecophage war, zeigen überdies bestimmte Merkmale des Schädels. Hierzu gehören die verlängerte, teils röhrenförmige Schnauze, der Verlust der Zähne und die spangenförmige, schmale Ausprägung des Unterkiefers, aber auch die nur geringen Muskelansatzflächen, die eine reduzierte Kaumuskulatur angeben. Derartige Merkmale entwickelten sich mehrfach unabhängig und kommen nicht nur bei den Schuppentieren vor, sondern auch bei den Ameisenbären. Die Nahrungsaufnahme erfolgt bei beiden Gruppen über eine lange, bewegliche und klebrige Zunge, die aufgrund des Schädelbaus auch bei Eomanis angenommen werden kann. Im Widerspruch zu diesen eindeutig myrmecophagen Anpassungen stehen aber die bei einigen der Messeler Skelettreste aufgefundenen Nahrungsreste im Magen-Darm-Bereich. Zu einem Teil bestehen die Reste aus Sandkörnern, die in den Maarseeablagerungen von Messel nicht vorkommen. Sand wird auch von den heutigen Schuppentieren aufgenommen und dient dazu, die aufgrund der fehlenden Zähne unzerkaute Nahrung zu zerkleinern. Daneben sind aber nur vereinzelt Insektenreste nachgewiesen, vor allem die Chitinhüllen. Hinzu kommen allerdings große Mengen an pflanzlichem Material wie Blattreste mit gut erhaltenem Zellgewebe und Krautstängel. Eine angedachte Möglichkeit war, dass ein Großteil der Insektenreste im Magenraum durch Ameisensäure abgebaut worden war – heutige Vertreter der Schuppenameisen besitzen bis zu 70%ige Ameisensäure als Wehrsekret –, welche jedoch die pflanzlichen Reste nicht zersetzte, was in Experimenten nicht bestätigt werden konnte. Anderseits wurde vermutet, dass es sich nur um scheinbare Nahrungsreste handelt, die sich sekundär im Bauchbereich der auf dem Rücken liegenden Tiere angesammelt hatten und nach der Zersetzung des Weichgewebes in diesen hinein sackten. Aber auch hier ergeben sich einige taphonomische Probleme, da sich dann unter anderem die Pflanzenreste bei den verschiedenen Eomanis-Skeletten in einem frisch zerkleinerten Zustand hätten einlagern müssen und nicht als zerfallener Detritus, was eher der Fall gewesen wäre. Aus diesem Grund nahmen die Bearbeiter der Funde an, dass die Nahrung von Eomanis aus klein geschnittenen Pflanzenteilen von Blattschneideameisen bestand, wobei die energiereichen Insekten als „Beifang“ mit aufgenommen wurden, und sich innerhalb der Vorläufer der Schuppentiere erst später eine Anpassung auf Ameisen und Termiten herausbildete. Allerdings erklärt dieses Modell nicht die eindeutig myrmecophage Merkmalsausbildung bei Eomanis. Daher sehen andere Wissenschaftler in Eomanis einen voll entwickelten Insektenfresser, der Pflanzen nur zufällig verschluckte, wobei die Insektenreste aus unbekannten Gründen nicht oder nur kaum erhalten geblieben sind. Bisher ist die Dominanz des Pflanzenmaterials in den Nahrungsresten nicht geklärt.

## Systematik
Eomanis ist eine Gattung aus der Familie der Eomanidae, die wiederum zur Ordnung der Pholidota gehört, der auch die heute lebenden Schuppentiere (Manidae) als einzige rezente Familie zugewiesen werden. Zusammen mit den ausgestorbenen Palaeanodonta, die sich auf das Paläogen Nordamerikas und Europas beschränken, formen sie die Überordnung Pholidotamorpha. Ursprünglich galt Eomanis als ausgestorbenes Mitglied der heutigen Schuppentiere und als deren ältester unzweifelhafter Vertreter, später wurde es aber in die verwandten Patriomanidae ausgegliedert, die alle Fossilvertreter der Schuppentiere beinhalteten. Erst im Jahr 2003 erfolgte aufgrund des sich ergebenden paraphyletischen Ursprungs der Patriomanidae eine Zuweisung zur Familie Eomanidae.
Zu den nahen Verwandten von Eomanis gehören Euromanis und Eurotamandua, die beide ebenfalls aus der Grube Messel überliefert sind. Die beiden Gattungen zusammen mit Eomanis stehen an der Basis der Entwicklung der Pholidota und weisen noch zahlreiche ursprüngliche Merkmale auf, die sie mit den Palaeanodonta gemeinsam haben und aus denen sie sich möglicherweise entwickelten. Dazu gehören unter anderem ein C-förmig gestalteter Mittelkieferknochen, eine kleine Knochenrippe am hinteren Ende des Kiefers und einige besondere Charakteristika der Vordergliedmaßen wie etwa die verlängerten Endglieder der Vorderfüße. Lange Zeit gab es eine systematische Kontroverse, ob Eurotamandua mit Eomanis in Beziehung steht, da ersterer ursprünglich als Vertreter der Ameisenbären identifiziert worden war – es wäre somit der einzige europäische Vertreter dieser sonst nur aus Südamerika bekannten Tiergruppe und der älteste überhaupt. Diese Kontroverse wurde auch dadurch bedingt, dass Schuppentiere und Ameisenbären große Ähnlichkeiten im Körperbau aufweisen und lange für nahe miteinander verwandt gehalten wurden. Erst durch jüngere, molekulargenetische Untersuchungen konnte festgestellt werden, dass diese Ähnlichkeit lediglich auf Konvergenz beruht.
Es ist eine Art bekannt, Eomanis waldi, die von Gerhard Storch im Jahr 1978 erstbeschrieben wurde. Der Holotyp (Exemplarnummer SMF Me 84) ist ein vollständiges Skelett, dass auf dem Rücken liegt. Es befindet sich im Privatbesitz des Finders, ein Abguss liegt im Forschungsinstitut Senckenberg in Frankfurt am Main vor. Der Gattungsname Eomanis bezieht sich auf das Alter der Funde (Eozän) und die Beziehung zu den Schuppentieren (die Gattung Manis innerhalb der Manidae). Der Artname waldi ehrt den Finder Rudolf Wald, der den Fund für Forschungszwecke zur Verfügung stellte. Eine weitere Art, Eomanis krebsi, im Jahr 1994 ebenfalls von Storch eingeführt, wird heute als ein Vertreter der Gattung Euromanis angesehen, die 2009 ihre Erstbeschreibung erhielt.